# Juleø-høgeugle
Juleø-høgeuglen (Ninox natalis) er 26-29cm lang og vejer 160-200g. Dens føde består hovedsageligt af insekter, men det er også observeret at den har spist unge sorte rotter, små firben og fugle. Uglen findes kun på Juleøen i det indiske ocean. Der findes under 1000 individer af juleø-høgeuglen, den er derfor på listen over truede dyr.